# Otis Spann
Otis Spann (Jackson, 21 marzo 1930 – Chicago, 24 aprile 1970) è stato un pianista e cantante statunitense di genere blues.

## Biografia
Otis Spann nasce a Jackson, Mississippi. Divenne noto per il suo distintivo stile nel suonare il pianoforte, venato da influenze derivanti dal Barrelhouse e dal Chicago blues, rimastegli impresse dopo aver conosciuto il suo maggiore ispiratore, Big Maceo Merriweather. A Spann si deve l'evoluzione stilistica del pianismo blues degli anni '60. Nonostante, a partire dal 1960, abbia registrato diversi dischi come solista, tra il 1952 ed il 1968 Spann fu membro fisso della Muddy Waters Band, che lasciò in seguito per formare un proprio gruppo. Durante la sua carriera, collaborò inoltre con artisti come Buddy Guy, Big Mama Thornton, Fleetwood Mac, Bo Diddley, Sonny Boy Williamson II ed Howlin' Wolf.
Sono disponibili alcuni film distribuiti su DVD relativi ad alcune sue performance live, come il Newport Folk Festival del 1960, l'American Folk Blues Festival del 1963 e The Blues Master del 1966.
Morì nel 1970 a Chicago, Illinois, per un tumore al fegato e venne seppellito al Burr Oak Cemetery ad Alsip, Illinois.
Nel 1980 venne inserito nel Blues Foundation's Hall of Fame.

## Discografia

### Da solista
- 1960 - Otis Spann Is the Blues (Candid Records, CJM 8001) ripubblicato nel 1970
- 1960 - Walking the Blues (Barnaby Records, KZ 31290) pubblicato nel 1972
- 1963 - Portraits in Blues Vol.3 (Storyville Records SLP 157) pubblicato circa nel 1970
- 1964 - The Blues of Otis Spann (Decca Records, LK 4615) con l'album Cracked Spanner Head stessa sessione di registrazione del 1964
- 1964 - The Blues Never Die! (Prestige Records, PR7391) pubblicato nel 1965
- 1965-1966 - Otis Spann's Chicago Blues (Testament Records, T-2211) uscito in UK come Nobody Knows My Troubles (Bounty Rec., BY6037) nel 1967
- 1966 - The Blues Is Where It's At (Bluesway Records, BLS 6003)
- 1966 - The Everlasting Blues vs. Otis Spann (Spivey Records, LP 1013) Live, pubblicato nel 1972
- 1967 - The Bottom of the Blues (Bluesway Records BLS 6013)
- 1968 - Cryin' Time (Vanguard Records LP VSD 6514) pubblicato nel 1969
- 1969 - The Biggest Thing Since Colossus (Blue Horizon Records, BH 4802)
- 1969 - Sweet Giant of the Blues  (Flying Dutchman/Bluestime Records, BT 29006) pubblicato nel 1970
- 1969 - Super Black Blues (Flying Dutchman/Blues Time Records, BT 9003) con Joe Turner e T-Bone Walker
- 1970 - Last Call, Live at the Boston Tea Party (Mr. Cat Music Records, MCAT 1014) Live, pubblicato nel 2000[1][2][3][4][5]

## Raccolte
- 1968 - Raw Blues (London Records)
- 1973 - Heart Loaded with Trouble (Bluesway Records)
- 1983 - Candid Spann, Vol.2 (Crosscut Records)
- 1992 - The Complete Candid Otis Spann/Lightnin' Hopkins Sessions (Mosaic Records)
- 1995 - Down to Earth the Blueway Recordings (MCA Records)
- 1997 - Live the Life (Testament Records)
- 1999 - Best of the Vanguard Years (Ace Records)
- 2006 - The Complete Blue Horizon Sessions (Blue Horizon Records)

### Con altri artisti (non completo)
con Muddy Waters
- 1960 - Live at Newport ristampato su CD con Bonus track
- 1969 - Fathers & Sons

con Buddy Guy
- 1968 - A Man & the Blues (1968)

con Junior Wells
- 1969 - Southside Blues Jam (Delmark Records, DS-628) pubblicato nel 1970

con Fleetwood Mac
- 1968 - Blues Jam at Chess